# Furacão Genevieve (2008)
O furacão Genevieve foi um ciclone tropical que esteve ativo no oceano Pacífico nordeste no fim de Julho de 2008. Sendo o oitavo ciclone tropical, o sétimo sistema tropical dotado de nome e o quarto furacão da temporada de furacões no Pacífico de 2008, Genevieve formou-se de uma onda tropical a algumas centenas de quilômetros da costa pacífica do México. Seguindo para oeste praticamente todo o seu período de existência, Genevieve se intensificou gradualmente, se fortalecendo para um furacão quatro dias mais tarde. No entanto, o furacão logo encontrou condições meteorológicas mais hostis e começou a se enfraquecer rapidamente, deixando de ser considerado um ciclone tropical em 27 de Julho e dissipando-se completamente quatro dias mais tarde.
Como Genevieve esteve distante da costa durante todo o seu ciclo de vida, nenhum preparativo foi tomado e nenhum impacto foi relatado como consequência da passagem do ciclone.

## História meteorológica

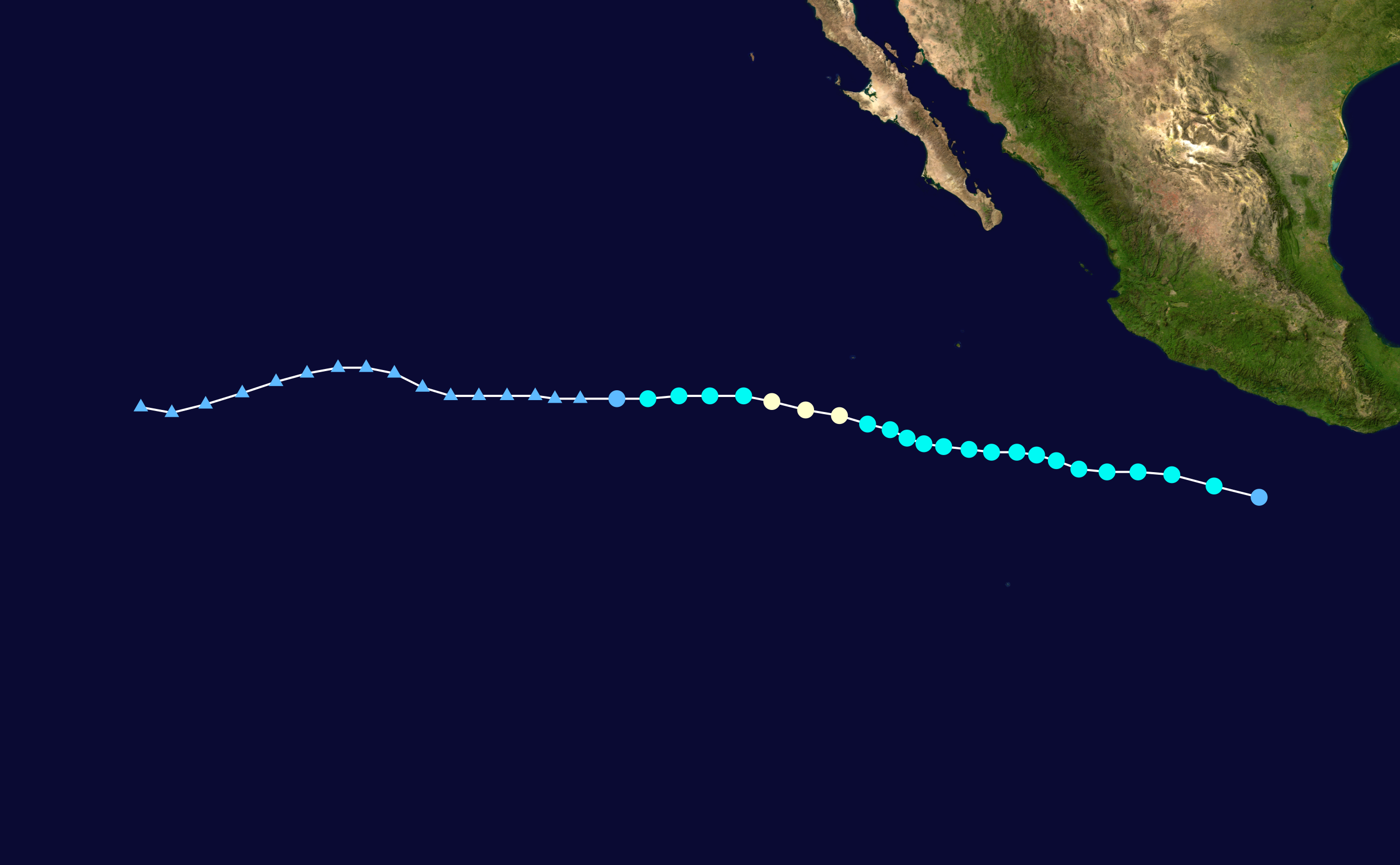
O caminho de Genevieve

Uma onda tropical, que quase gerou uma depressão tropical atlântica ao largo da costa caribenha da Nicarágua em 17 de Julho, adentrou a bacia do oceano Pacífico nordeste em 18 de Julho. Seguindo paralelamente a costa pacífica da América Central e do sul do México, as áreas de nebulosidade e de trovoadas mostraram sinais de organização e em 21 de Julho, a área de baixa pressão associada ao sistema ganhou organização e se tornou a depressão tropical Oito-E a cerca de 400 km a sul-sudeste de Acapulco, costa pacífica do México Inicialmente, o centro da depressão estava no quadrante sudeste das principais áreas de convecção devido ao efeito de cisalhamento do vento moderado. Horas mais tarde, novas áreas de convecção profunda se formaram no sistema, ajudando no aumento no vento máximo sustentado de 55 km/h para 65 km/h. Com isso, o Centro Nacional de Furacões classificou a depressão para uma tempestade tropical, atribuindo-lhe o nome Genevieve. No entanto, a tendência de rápida intensificação foi impedida por forte cisalhamento do vento, que comprometeu brevemente a estrutura vertical do ciclone, provocando um ligeiro desvio do centro ciclônico de médios níveis para noroeste em relação à circulação ciclônica de baixos níveis. Entretanto, o cisalhamento do vento não impediu uma lenta intensificação de Genevieve sendo que às áreas de convecção profunda gradualmente aumentaram, ajudando no fortalecimento do ciclone. A tendência de intensificação foi novamente interrompida em 23 de Julho quando Genevieve começou a seguir sobre o corredor de águas mais frias deixadas pelo furacão Fausto dias antes. Logo em seguida, Genevieve começou a se enfraquecer ligeiramente devido ao aumento do cisalhamento do vento. A tendência de enfraquecimento lento continuou, sendo que a maior parte das áreas de convecção profundas associadas a Genevieve tinham se dissipado em 24 de Julho; as áreas de convecção profunda remanescentes distribuíam-se assimetricamente pela circulação ciclônica do sistema. No entanto, ainda naquele dia, Genevieve voltou a se intensificar lentamente. Um olho irregular começou a ficar visível no interior das áreas de convecção. Com isso, Genevieve tornou-se um furacão de categoria 1 na escala de furacões de Saffir-Simpson em 25 de Julho, o quarto da temporada de furacões no Pacífico de 2008, a cerca de 945 km a sudoeste do extremo sul da península da Baixa Califórnia, México.

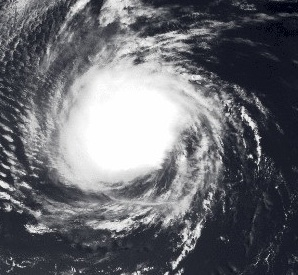
O furacão Genevieve em 25 de Julho

No entanto, a intensidade de um furacão mínimo, com ventos máximos sustentados de 120 km/h foi o pico de intensidade de Genevieve. Seu olho desapareceu ainda durante aquele dia e Genevieve começou a se enfraquecer rapidamente assim que adentrou uma região do oceano com águas mais frias. Com isso, Genevieve se enfraqueceu para uma tempestade no fim da noite de 25 de Julho. A tendência de rápido enfraquecimento continuou, e sua estrutura geral gradualmente se deteriorou. Com isso, em 26 de Julho, Genevieve perdeu todas as suas áreas de convecção profunda devido à ação das águas mais frias, além do cisalhamento do vento e da atmosfera estável, sendo visível em imagens de satélite apenas uma circulação ciclônica praticamente livre de nuvens. Degenerando-se rapidamente, Genevieve tornou-se uma depressão tropical no final da noite de 26 de Julho e o Centro Nacional de Furacões emitiu seu aviso final sobre o sistema no começo da madrugada (UTC) de 27 de Julho, quando Genevieve se degenerou numa área de baixa pressão remanescente. A área de baixa pressão remanescente de Genevieve seguiu para oeste ainda por vários dias, dissipando-se completamente em 31 de Julho quando adentrava na bacia do oceano Pacífico centro-norte.

## Preparativos e impactos
Como Genevieve manteve-se distante de qualquer região de costa, não causou qualquer tipo de preparativo ou impacto. Nenhum navio ou estação meteorológica registrou diretamente a passagem do sistema.